# Myriophyllum callitrichoides
Myriophyllum callitrichoides är en slingeväxtart. Myriophyllum callitrichoides ingår i släktet slingor, och familjen slingeväxter.

## Underarter
Arten delas in i följande underarter:
- M. c. callitrichoides
- M. c. striatum